# Brusturoasa (gmina)
Brustoara – gmina w Rumunii, w okręgu Bacău. Obejmuje miejscowości Brusturoasa, Buruieniș, Buruienișu de Sus, Camenca, Cuchiniș i Hângănești. W 2011 roku liczyła 3138 mieszkańców.